# Чемпіонат світу з трекових велоперегонів 1964
Чемпіонат світу з трекових велоперегонів 1964 проходив з 8 по 13 вересня 1964 року в Парижі (Франція), на стадіоні Парк де Пренс. Усього на чемпіонаті розіграли 9 комплектів нагород — 7 у чоловіків та 2 у жінок.

## Медалісти

### Чоловіки
Професіонали
| Дисципліна                         | Золото           | Срібло         | Бронза              |
| Спринт                             | Антоніо Маспес   | Рон Бенш       | Йос Де Баккер       |
| Індивідуальна гонка переслідування | Фердінанд Браке  | Леандро Фаджін | Ерколе Бальдіні     |
| Гонка за лідером                   | Ґільєрмо Тімонер | Лео Прост      | Карл-Гайнц Марселль |

Аматори
| Дисципліна                         | Золото                                                      | Срібло                                                                | Бронза                                                                     |
| Спринт                             | П'єр Трентен                                                | Даніель Морелон                                                       | Серджо Б'янкетто                                                           |
| Індивідуальна гонка переслідування | Тімен Ґрун                                                  | Херман ван Ло                                                         | Їржі Далер                                                                 |
| Командна гонка переслідування      | ФРН Лотар Клесґес Карл Лінк Карл-Гайнц Генріхс Ернст Штренґ | Італія Аттіліо Бенфатто Вінченцо Мантовані Карло Ранкаті Франко Теста | СРСР Арнольд Бельгардт Леонід Колумбет Станіслав Москвін Сергій Терещенков |
| Гонка за лідером                   | Якоб Аудкерк                                                | Жан Вальшертс                                                         | Даніель Сальмон                                                            |

### Жінки
| Дисципліна                         | Золото          | Срібло           | Бронза       |
| Спринт                             | Ірина Кириченко | Галина Єрмолаєва | Жизель Келль |
| Індивідуальна гонка переслідування | Івонне Рейндерс | Берил Бертон     | Айно Пуронен |

## Загальний медальний залік
| Місце  | Країна          | Золото | Срібло | Бронза | Загалом |
| ------ | --------------- | ------ | ------ | ------ | ------- |
| 1      | Бельгія         | 2      | 3      | 1      | 6       |
| 2      | Нідерланди      | 2      |        |        | 2       |
| 3      | Італія          | 1      | 2      | 2      | 5       |
| 4      | СРСР            | 1      | 1      | 2      | 4       |
| 4      | Франція         | 1      | 1      | 2      | 4       |
| 6      | ФРН             | 1      |        | 1      | 2       |
| 7      | Іспанія         | 1      |        |        | 1       |
| 8      | Австралія       |        | 1      |        | 1       |
| 8      | Велика Британія |        | 1      |        | 1       |
| 10     | Чехословаччина  |        |        | 1      | 1       |
| Всього | Всього          | 9      | 9      | 9      | 27      |